# Dhurata Sylejmani
Dhurata Sylejmani (ur. 9 marca 1999) – kosowska siatkarka, grająca na pozycji atakującej, reprezentantka kraju. 
W sezonie 2020/2021 wraz z drużyną KV Dirta Gjilan wywalczyła mistrzostwo Kosowa. W następnym roku występowała w węgierskim zespole Diósgyőri VTK. Przed sezonem 2022/2023 podpisała kontrakt z Fer Volley. 
Powoływana do reprezentacji Kosowa od 2017 roku. Uczestniczyła m.in. w kwalifikacjach do mistrzostw Europy 2021, będąc podstawową i najlepiej punktującą siatkarką drużyny. 

## Sukcesy
Mistrzostwa Kosowa:
- 2021